# Châtelet (stanice metra v Paříži)
Châtelet je jedna z nejdůležitějších přestupních stanic pařížského metra. Nachází se na hranicích 1. a 4. obvodu v Paříži. V roce 2004 byla se svými 12,84 milióny cestujících 10. nejvytíženější stanicí zdejšího metra.

## Charakter a význam stanice
Stanice leží přímo v centru metropole. Kříží se zde pět linek (1, 4, 7, 11 a 14). Pomocí pohyblivých chodníků a tunelů pro pěší je navíc spojená s další významnou stanicí Châtelet – Les Halles, kde se kříží linky RER A, B a D.
Protože se na malém území sbíhá tolik linek, které jsou navzájem propojeny přestupními chodbami, jsou jednotlivá nástupiště od sebe vzdálená. Nástupiště linky 1, která vede pod ulicí Rue de Rivoli a linky 4 pod ulicí Rue des Halles leží severně od náměstí Place du Châtelet. Pod náměstím samým jsou nástupiště linky 7, která vede po nábřeží quai de Gesvres, a linky 11 pod avenue Victoria. Linka 14 leží ještě na nižší úrovni diagonálně pod těmito linkami. Severně se nachází stanice RER Châtelet – Les Halles.

Schéma tratí

## Nástupiště
- Rue de Rivoli u domu č. 112
- Porte Lescot Forum des Halles
- Avenue Victoria u domů č. 9, 13, 15, 16 a 17
- Place du Châtelet
- Place Sainte-Opportune u domu č. 8
- Rue des Lavandières u domu č. 19
- Rue Saint-Denis u domu č. 5
- Rue de la Ferronnerie u domu č. 33
- Rue Bertin Poirée u domu č. 20

## Historie
Stanice byla otevřena již na prvním úseku linky 1 dne 6. srpna 1900. Dne 21. dubna 1908 bylo zprovozněno nástupiště linky 4, která odtud vedla na sever do Porte de Clignancourt. Když byl dokončen tunel pod Seinou, byla 9. ledna 1910 linka 4 ze stanice Châtelet propojena i s jižním úsekem na levém břehu do stanice Raspail. 16. dubna 1926 přibylo nástupiště pro linku 7 v rámci úseku o Palais Royal ↔ Pont Marie. 28. dubna 1935 byla zprovozněna první část linky 11 ze Châtelet do stanice Porte des Lilas. Jako poslední přibyla linka 14 dne 15. října 1998 na trati mezi Madeleine a Bibliothèque François Mitterrand.
V rámci modernizace a přechodu na automatizovaný provoz na lince 1 byla nástupiště zvýšena ve dnech 7.–8. března 2009.

## Název stanice
Jméno stanice je odvozeno od názvu náměstí Place du Châtelet, které bylo zase nazváno po budově bývalého královského vězení Grand Châtelet zbořeného v roce 1808. Původní název stanice zněl Pont Notre-Dame podle nedalekého mostu vedoucí na ostrov Cité. 1. listopadu 1926 byla stanice přejmenována na Pont Notre-Dame – Pont au Change, podle druhého mostu na ostrov. Současný název nese stanice od 15. dubna 1934.